# Josef Eduard Teltscher
Josef Eduard Teltscher, psán též Telčer, druhé křestní jméno též Emanuel (15. ledna 1801 Praha – 7. července 1837 Pireus) byl rakouský malíř pocházející z Čech.

## Život
Otec Josefa Teltschera byl nájemce městského pivovaru ve Slaném, mezi lety 1808 a 1811 přesídlil do Brna.
Josefa Teltscher se v Brně a ve Vídni vyučil litografem. Od roku 1823 byl studentem vídeňské akademie. Kolem roku 1830 prožil ve Štýrském Hradci zvláště plodné a úspěšné tvůrčí období. Měl blízko k Franzi Schubertovi a jeho okruhu přátel. V roce 1837 se Teltscher utopil na studijní cestě v přístavu Pireus, když se snažil zachránit tonoucího.

## Dílo
Byl jedním z prvních a nejvýznamnějších portrétních litografů ve Vídni v období biedermeieru a touto novou technikou se zabýval již před Josefem Kriehuberem. Patřil mezi nejvýznamnější umělce své doby i v oborech miniatur a akvarelu.
Na smrtelné posteli nakreslil i Ludwiga van Beethovena, který zemřel 26. března 1827. Tyto kresby vlastnil Stefan Zweig a nyní jsou majetkem Britské knihovny, též byly provedeny jako litografie.
Řada Teltscherových děl (obrazů a litografií) je v majetku Moravské galerie v Brně.

## Galerie

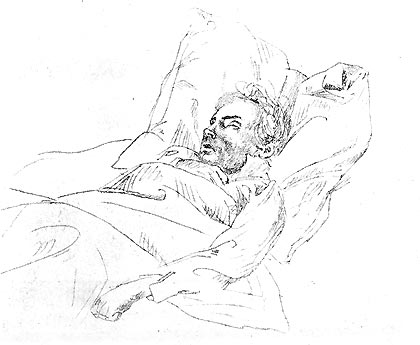
Josef Emanuel Teltscher: Posmrtná kresba Ludwiga van Beethovena (1827)
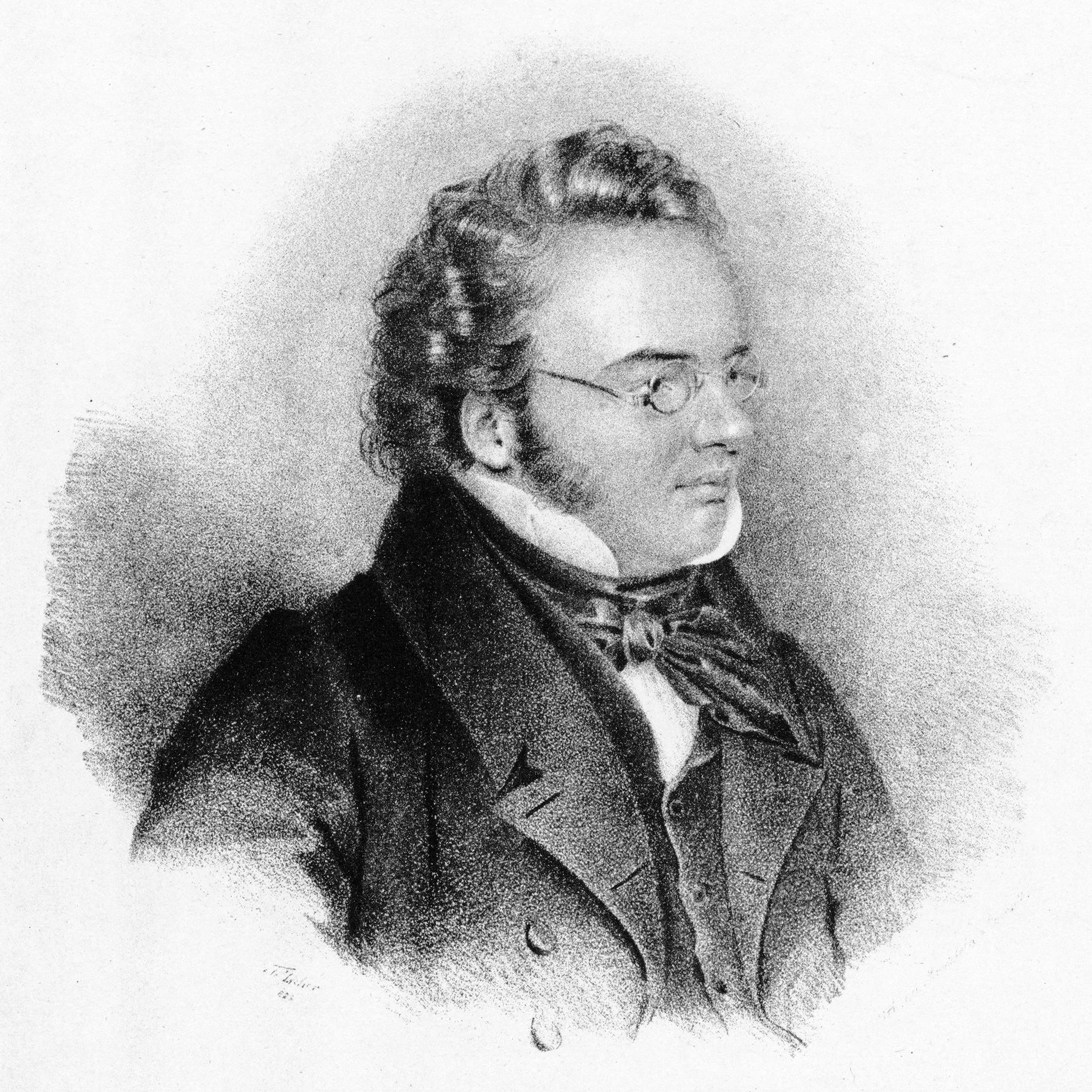
Josef Eduard Teltscher: Franz Schubert
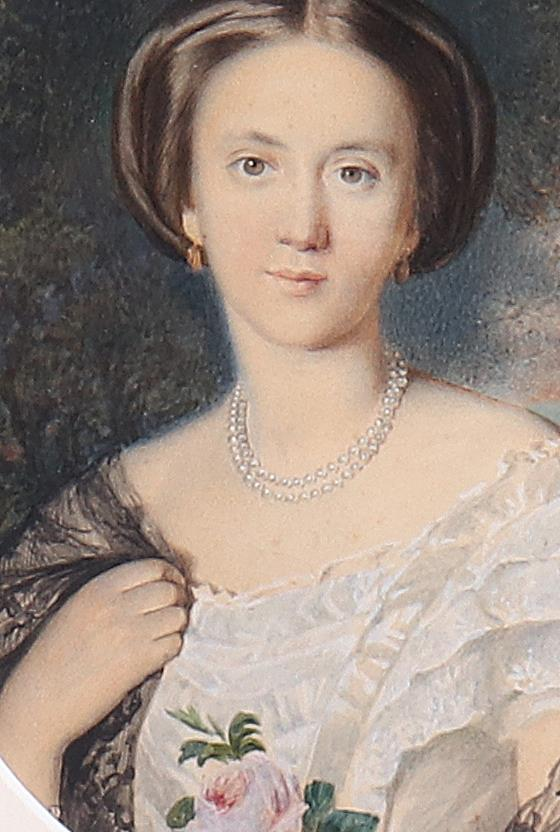
Josef Eduard Teltscher: Portrét dámy s růží (1821)
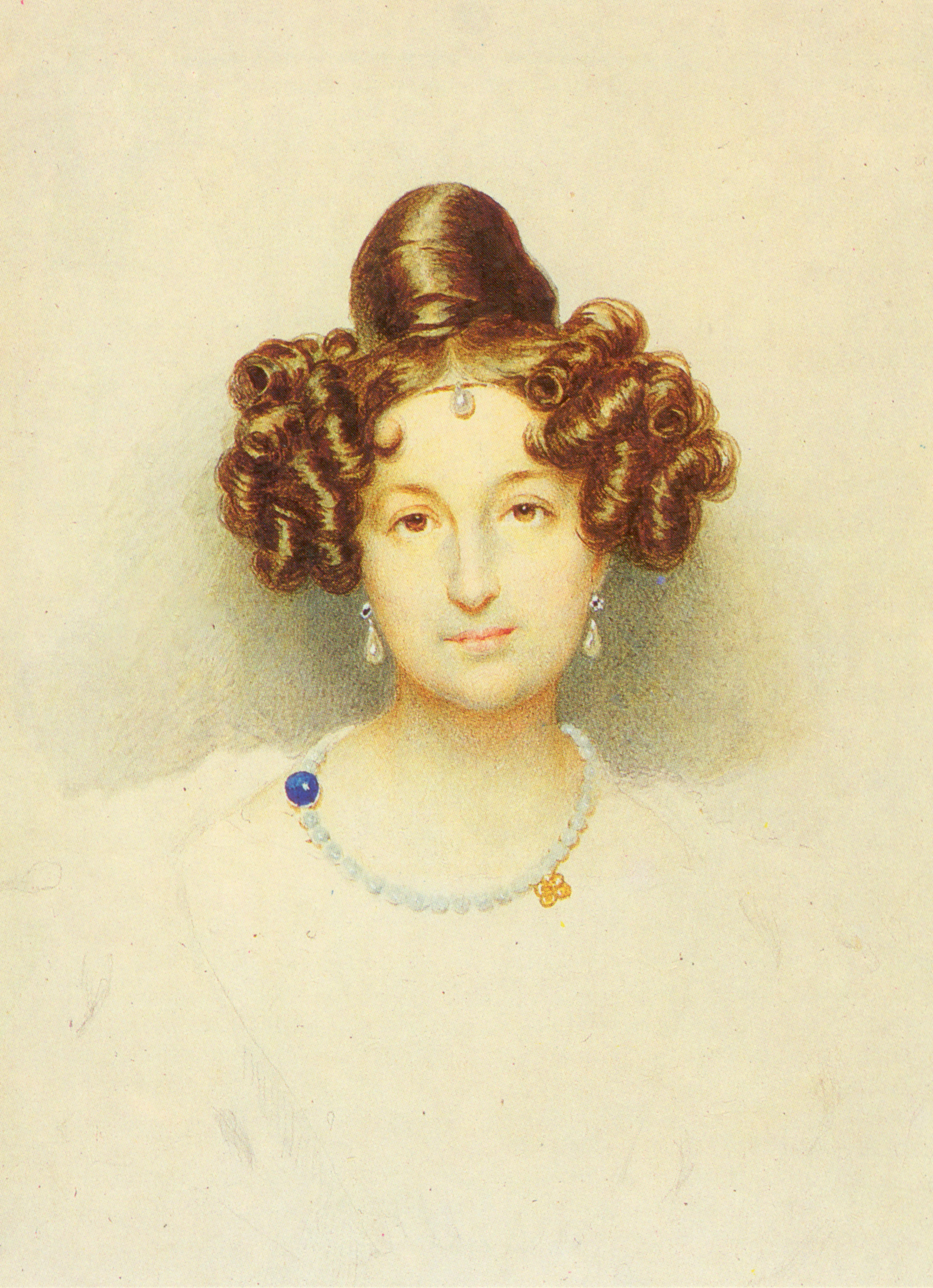
Josef Eduard Teltscher: Portrét hraběnky Jelizavety Voroncovové (1792–1880)
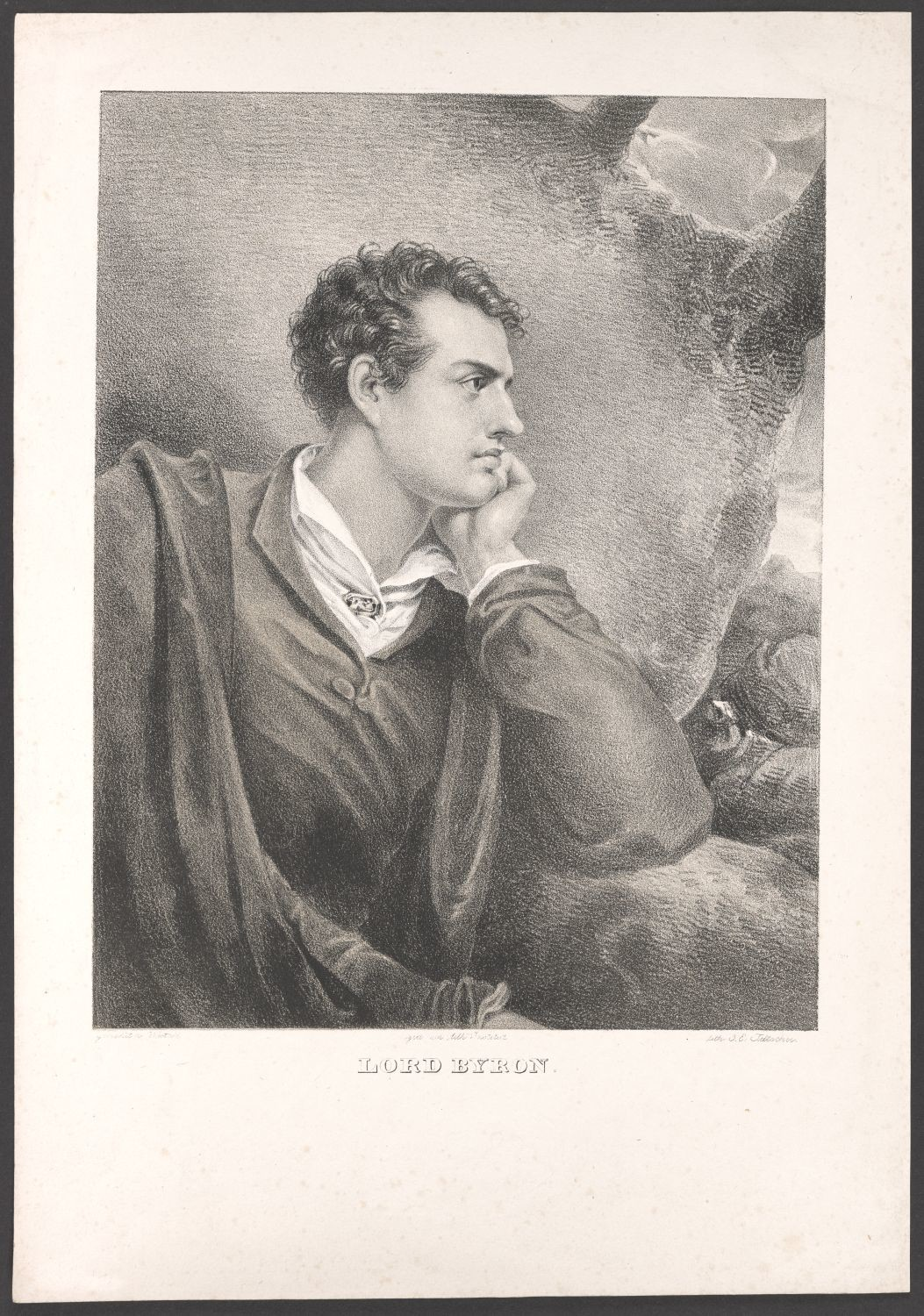
Josef Eduard Teltscher: George Gordon Byron, litografie podle Richarda Westalla